# Heritage Reformed Congregations
De Heritage Reformed Congregations (HRC) is een bevindelijk gereformeerd kerkgenootschap in de Verenigde Staten en Canada. Het kerkverband had 2089 leden in 2014, verdeeld over 9 gemeenten en is gesticht in de 1993 als afsplitsing van de Netherlands Reformed Congregations. Onder de leden van het kerkverband bevinden zich veel (nakomelingen van) Nederlandse emigranten. Men heeft dan ook de Drie Formulieren van Enigheid als grondslag.
Als Bijbelvertaling wordt de King James Version gebruikt.

## Samenwerking
Het kerkverband heeft een volledige correspondentieband met de verwante Free Reformed Churches of North America. Dit maakt kanselruil en beroepen van elkaars voorgangers mogelijk. Er is een gezamenlijke commissie gevormd die fusie van beide kerkverbanden onderzoekt.  Na de vorming van de Hersteld Hervormde Kerk in 2004 heeft de HRC toenadering gezocht met dit kerkverband om een band te vormen. Er zijn ook goede banden met de Free Church of Scotland (Continuing)

## Gemeenten
Er zijn Heritage Reformed Congregations in de volgende plaatsen:
| Gemeente                        | Leden 2010 | Leden 2012 | Leden 2014 | Predikant                                                      |
| ------------------------------- | ---------- | ---------- | ---------- | -------------------------------------------------------------- |
| Bradenton ( Florida)            |            |            |            |                                                                |
| Bradford (Ontario)              | 28         | 29         | 31         | ds. Don Overbeek                                               |
| Burgessville (Ontario)          | 486        | 491        | 491        | ds. David Lipsy                                                |
| Chilliwack                      | 210        | 233        | 189        | ds. Terreth Klaver                                             |
| Fort Macleod, opgeheven in 2013 | 49         | 11         |            |                                                                |
| Grand Rapids                    | 738        | 774        | 726        | ds. Joel Beeke, ds. Maarten Kuivenhoven & ds. David Van Brugge |
| Harrison (Arkansas)             | 38         | 49         | 71         | ds. Foppe Van der Zwaag                                        |
| Hull (Iowa)                     | 145        | 132        | 120        | ds. Pieter van der Hoek                                        |
| Jordan Station (Ontario)        | 286        | 290        | 299        | ds. Jan Neels                                                  |
| Kinnelon (New Jersey)           | 178        | 176        | 176        | ds. Johnny Serafini                                            |
| Plymouth (Wisconsin)            | 11         | 12         | 14         | ds. Micheal Fintelman                                          |
| Totaal                          | 2169       | 2197       | 2089       |                                                                |